# Reignac (Charente)
Reignac è un comune francese di 678 abitanti situato nel dipartimento della Charente, nella regione della Nuova Aquitania.

## Società

### Evoluzione demografica
Abitanti censiti